# Franciscaines de Sainte Marie des Anges
Les Franciscaines de Sainte Marie des Anges forment une congrégation religieuse féminine adoratrice et missionnaire de droit pontifical.

## Histoire

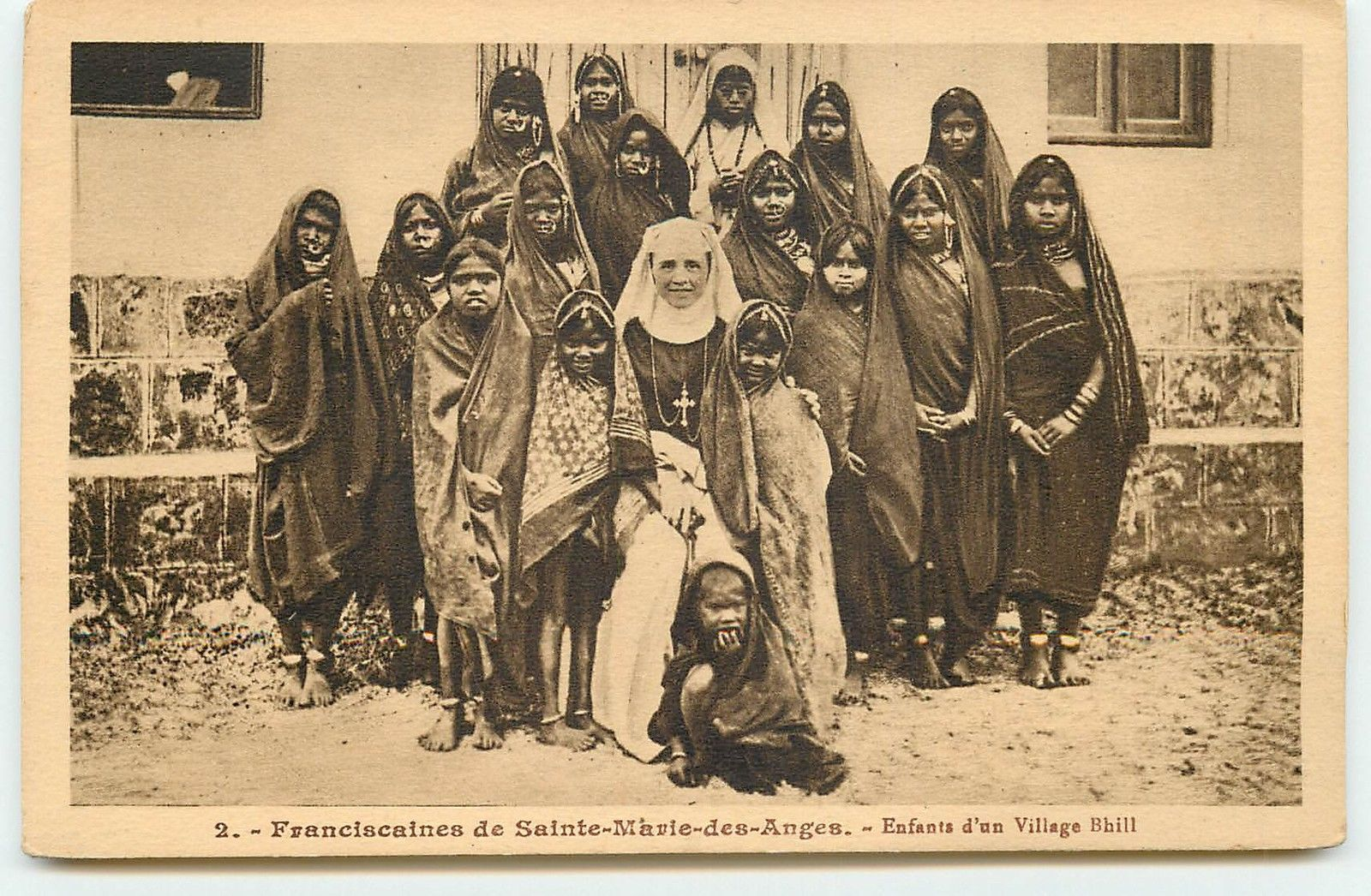
Franciscaine de Sainte Marie des Anges aux Indes vers 1930.

C'est à l'initiative de l'évêque d'Angers, Charles-Émile Freppel, que la congrégation est fondée par le capucin Chrysostome de Lyon (1828-1895) et Caroline Rurange (1833-1913) pour la prise en charge des orphelins de la Guerre franco-prussienne. Le 2 août 1871 à Angers, le Père Chrysostome remet le cordon franciscain à Caroline et deux compagnes. Les fondateurs obtiennent de l'évêque l'autorisation d'ajouter l'adoration perpétuelle comme but de la congrégation.
Le 2 août 1873, Caroline Rurange fait sa profession religieuse sous le nom de Marie-Chrysostome de la Croix. Le 12 août suivant, les sœurs s'installent dans le prieuré de l'Esvière près d'Angers, lieu d'un pèlerinage à la Vierge sous le vocable de Notre-Dame de Sous-Terre.
L'institut se développe rapidement tant en France qu'à l'étranger ; les sœurs ouvrent une maison en Suisse en 1885 et l'année suivante en  Angleterre. Elles ouvrent une maison à Hyères en 1887 pour acclimater les religieuses destinées aux missions et servant de maison de repos aux prêtres jusqu'en 1983. La première fondation hors de l'Europe se fait dans l'État du Rajputana (aujourd'hui incorporé dans l'État du Rajasthan en Inde). Le Père Chrysostome connaît les besoins de la préfecture apostolique du Rajputana car la mission est confiée aux religieux Capucins ; sept religieuses y sont envoyées en 1892. Elles contribuent à la formation de congrégations autochtones (les servantes du Seigneur d'Ajmer et les sœurs missionnaires d'Ajmer).
La congrégation reçoit du pape Pie IX le décret de louange le 22 février 1875et l'agrégation aux Frères mineurs capucins le 13 février 1923, l'approbation finale de leurs constitutions est accordée le 2 mars 1937.

## Fusion
- 1953 : Les Franciscaines du Port Saint-Sauveur (Toulouse) fondées en 1865 par Clémentine Vaquié (1837-1868) en religion Mère Joséphine, dans le but de venir en aide aux enfants délaissés au moyen d'ouvroirs et de visiter les malades à domicile. Le 8 septembre 1866, Joséphine et trois compagnes reçoivent l'habit des mains du Père Chrysostome, alors supérieur des Capucins de Toulouse. Il écrit également leur constitutions[2]. Elles fusionnent avec les Franciscaines de Sainte Marie des Anges en 1953[8].

## Activités et diffusion
Les sœurs se consacrent à l'adoration eucharistique, à l'enseignement, à l'assistance aux malades et aux missions.
Elles sont présentes en:
- Europe : France, Royaume-Uni, Suisse.
- Amérique : Brésil.
- Afrique : Éthiopie.
- Asie : Inde.

La maison-mère est à Wickham dans le comté d'Hampshire.
En 2017, la congrégation comptait 424 sœurs dans 69 maisons.